# Guarino Guarini
Camillo-Guarino Guarini (17. ledna 1624, Modena – 6. března 1683, Milán) byl italský matematik, filosof a významný představitel italské vrcholné barokní architektury. Guarini vytvářel stavby se složitými půdorysy, které modeloval dynamickými konstrukcemi. Známým dílem je kostel San Lorenzo v Turíně a kaple Sacra Sindone Turínské katedrály, navrhoval také divadelní dekoraci.
Je považován za nejdůležitějšího následovníka Francesca Borrominiho, byl o generaci mladší. Měl konfliktní povahu, trpěl obavami, že bude otráven, určitou dobu odmítal opustit Turín.[zdroj⁠?!] V korespondenci arcibiskupa turínského je označen za hypochondrickou povahu.

## Život
Narodil se v Modeně jako syn Raimonda a Eugenie Marscottových. Bydleli na Canale Grande, vedle kláštera theatinů, do kterého malý Guarino a tři jeho bratři chodili do školy. Proto již v 15 letech, v září roku 1639 vstoupil do řádu theatinů, a spolu se svým starším bratrem Eugeniem v říjnu téhož roku odešel do Říma, kde započal noviciát v klásteře San Silvestro na Quirinalu. V jejich koleji studoval matematiku, astronomii, teologii a přírodní vědy. Po otcově smrti koncem roku 1640 se rozhodl v řádu zůstat, protože jeho vědecké a technické ambice uspokojovalo studium současné architektury a laboratoř, v níž projektoval a ověřoval své konstrukce  V lednu roku 1647 byl vysvěcen na kněze a v letech 1648 až 1649 byl pověřen vedením stavby kostela San Vincenzo, který byl stavěn již od roku 1617 podle návrhu Paola Reggianiho. Od roku 1650 vykonával funkci pokladníka a kontrolor řádových financí, ještě téhož roku probošt zjistil nesrovnalosti v účetnictví jeho bratra Eugenia, pro spory byl Guarino funkce zbaven a jmenován profesprem filozofie, Eugenio profesorem práv.
Na generální kapitule theatinů v roce 1654 byl Guarino jmenován proboštem kláštera theatinů v Modeně, kde vyvolal další spor s vévodou Alfonsem IV. d’Este a roku 1655 z Modeny odešel.
V letech 1657-1660 působil jako učitel v různých theatinských kolejích, byl v Paříži, v Messině, Lisabonu, roku 1666 se usadil v Turíně. Theatini si projektovali a stavěli své kostely sami a tak pravděpodobně i Guarini získal architektonické znalosti. Patřil k předním filozofům své doby, v Paříži vydal 1665 dílo Platica Philosophica (800 stran filozofických textů), byl stoupencem Aristotelova učení, racionalista.
Sepsal také obsáhlý traktát o světské architektuře Architettura Civile, který doprovodil sérií mědirytů podle svých starších projektů, proto ilustrace vyšly dříve (1668) a s textem až roku 1737. Spis vydal turínský architekt Bernardo Vittone, vyšel i v moderní edicích v letech 1964 a 1968. Je to systematický výklad o architektuře, rozdělený do 5 dílů, vychází z Vitruvia a z italských renesančních architektů 15. a 16. století.

## Vliv na českou barokní architekturu

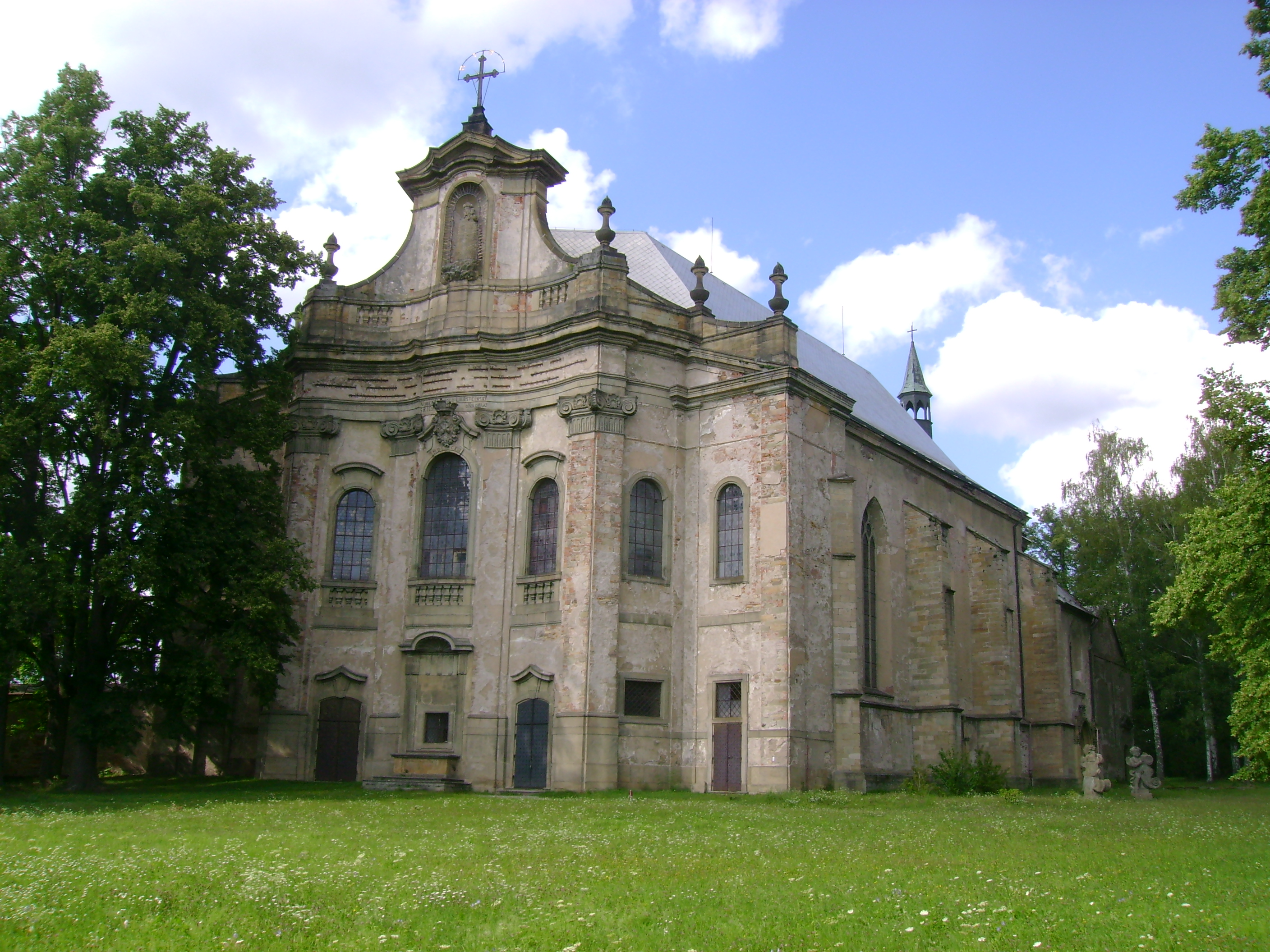
kostela Nejsvětější Trojice v Rychnově nad Kněžnou

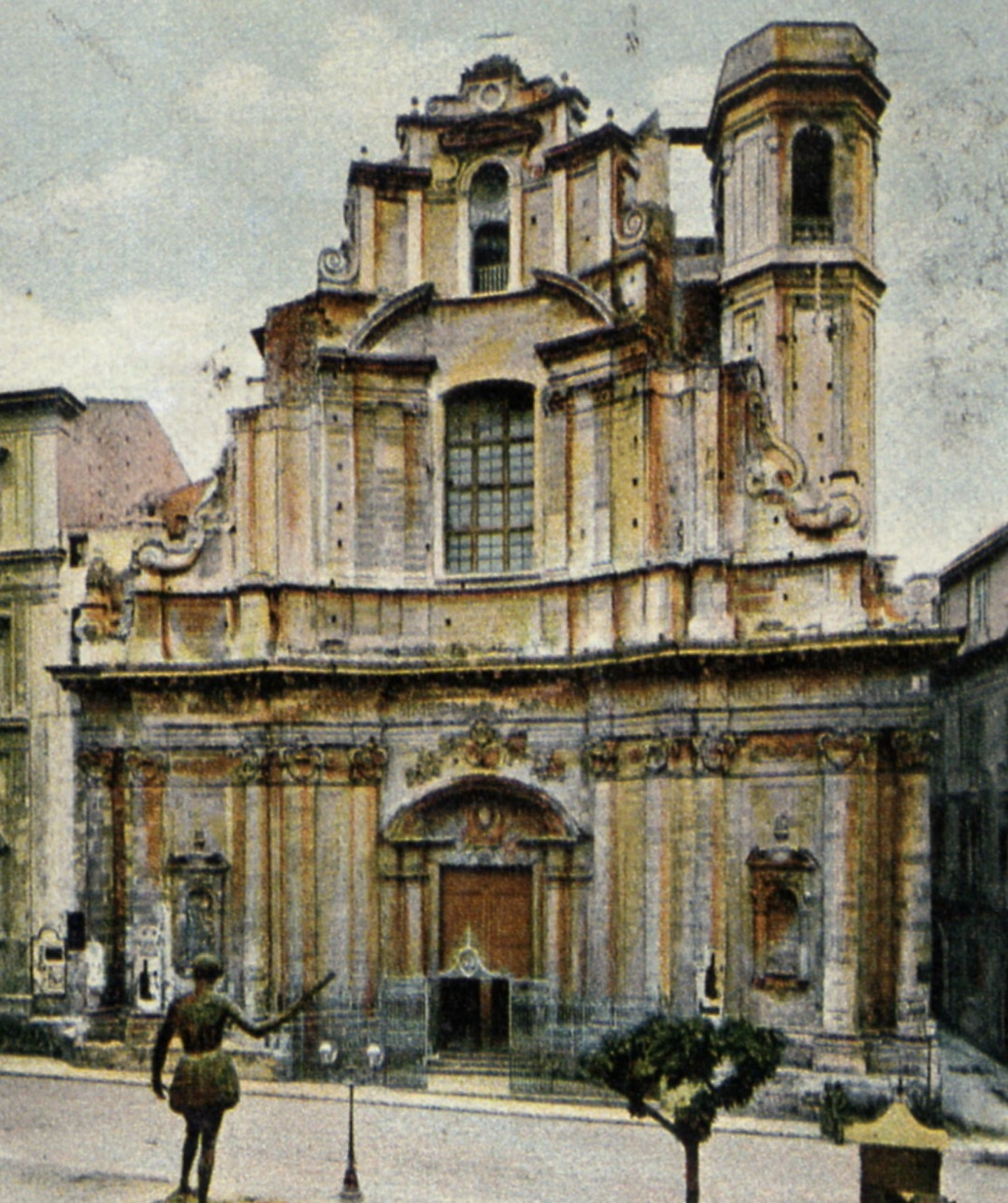
Kostel Santissima Annunziata dei Teatini v Messině

Guarini podobně jako Borromini měl vliv na rozvoj české architektury radikálního baroka, například na kostel sv. Mikuláše na Malé Straně. Loď ze tří jednotek, prostřední je osmiboká a dva ovály, všechny mají boční oválné kaple s průniky – šestiboký presbytář se šesti sloupy u oltáře. Zprohýbané průčelí s průběžným kladím  Stavby české radikální skupiny mají tři jednotky a průčelí, ale nemají souvislé kladí. Průčelí sv. Mikuláše na Malé Straně má navíc sloupy a uprostřed vložený konkávní ohyb. Zvlněná dvorní fasáda Palazza Carignano má také určité paralely. Příbuznost fasády kostela Santa Annunziata v Mesině (později zničeného zemětřesením), nalezneme u stavby kostela Nejsvětější Trojice v Rychnově nad Kněžnou od architekta Jana Blažeje Santiniho Aichela. Souhrnně bývá Guariniho vliv na české architekty nazýván guarinismus
Jediný projekt, který Guarini vytvořil přímo pro Prahu, byl návrh na kostel Panny Marie Öttingenské, datovaný rokem 1679, který již nestihl realizovat a není ani jasné, zda měl kostel stát při pražském klášteře theatinů v Nerudově ulici na Malé Straně, nebo v Břevnově, na místě kaple Panny Marie Öttingenské, zvané Kajetánka. Malostranský kostel Panny Marie Matky ustavičné pomoci, který pro theatiny v Nerudově ulici po Guariniho smrti v 80. letech 17. století navrhl anonymní architekt, je stylově blízký římskému baroku, bývá přesvědčivě připsán architektu Matheyovi nebo Domenicovi Orsimu.

## Charakeristika Guariniho architektury
Borromini usiluje o jednotu prostoru chrámvých lodí s bočními kaplemi a presbytářem. Guarini se Borrominiho vzory inspiroval, určitě římským kostelem San Carlo alle quattre fontane. Vytváří prostor mnohem členitější, skládá ho z prostorových jednotek (sloupů, říms, oblouků arkád, ad.) vodorovně, diagonálně, v křivkách i svisle. Tím podle Rudolfa Wittkowera sestavuje mnohovrstevný, tzv. teleskopický prostor. Borromini v projektech kostelů užívá číselnou symboliku, mají číselně a ikonograficky symbolický ráz. Jejich emblematická symbolika odkazuje k zasvěcení kostela, jeho stavebníkovi a provozovateli. Guariniho kostely podle některých historiků v sobě nemají nic symbolického. Jeho stavby mají především široký výrazový rejstřík, jsou rozmanité. Rezidence savojských králů v Racconigi představuje strohý klasicizující římský barok s monumentálním účinem a bohatě členěnými klenutými sály; proto byl palác prohlášen za světovou památku UNESCO. Palazzo Carignano v Turíně se hlavní frontou hlásí rovněž k matematicky strohé architektuře římské, zadní fasáda je však zvlněná. Kostely jsou v plastické modelaci výrazově nejbohatší. Jde o jiné pojetí než u Borrominiho. Guarini svoje kostely stavěl jako odraz světa stvořeného Bohem. Bohu podle platónské teorie přisuzoval tvůrčí schopnosti matematické a geometrické. kosmologická symbolika je obsažena v názvu i textech jeho spisu Kompendium o nebeské klenbě (Compendio della sfera celesta).

## Stavby
- Fasáda kostela Santissima Annunziata, Messina, (zničen 1908 při zemětřesení)
- Kostel sv. Anny královské, Paříž (1662, zbořen 1823)
- Kostel Santa Maria della Divina Providenca, Lisabon (zničen 1755 při zemětřesení)
- Kostel San Filippo Neri, Turín (dostavěl jeho žák Filippo Juvarra)
- Collegio dei Nobili - Kolej urozených, Turín, (1678)
- Castello di Racconigi - zámek savojských králů v Racconigi, asi 30 km od Turína, (1675- 1684)
- Palazzo Carignano, palác savojských králů, Turín (1679-1685)
- Kaple Svatého plátna v turínské katedrále, (1668–94)
- Královský kostel San Lorenzo, Turín (1668–87)
- La Consolate - přestvěli Guariniovi následovníci

## Galerie

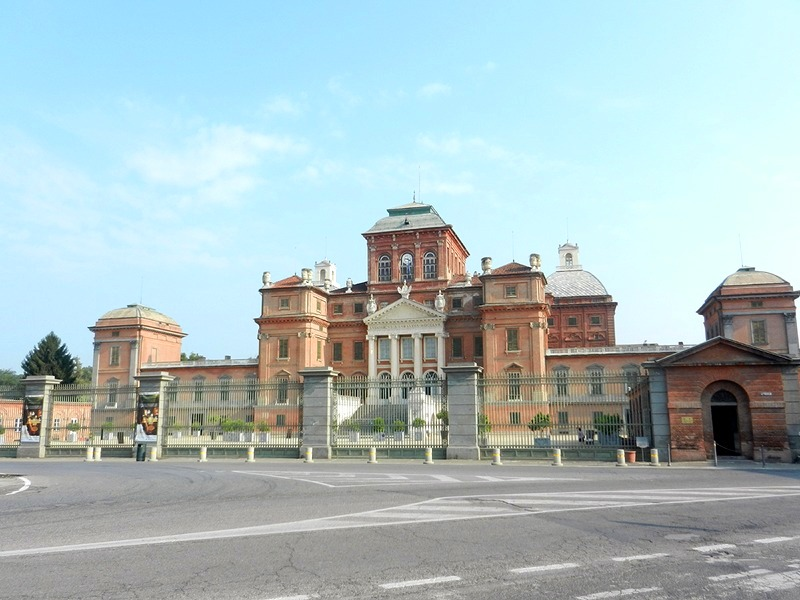
Castello reale v Racconigi
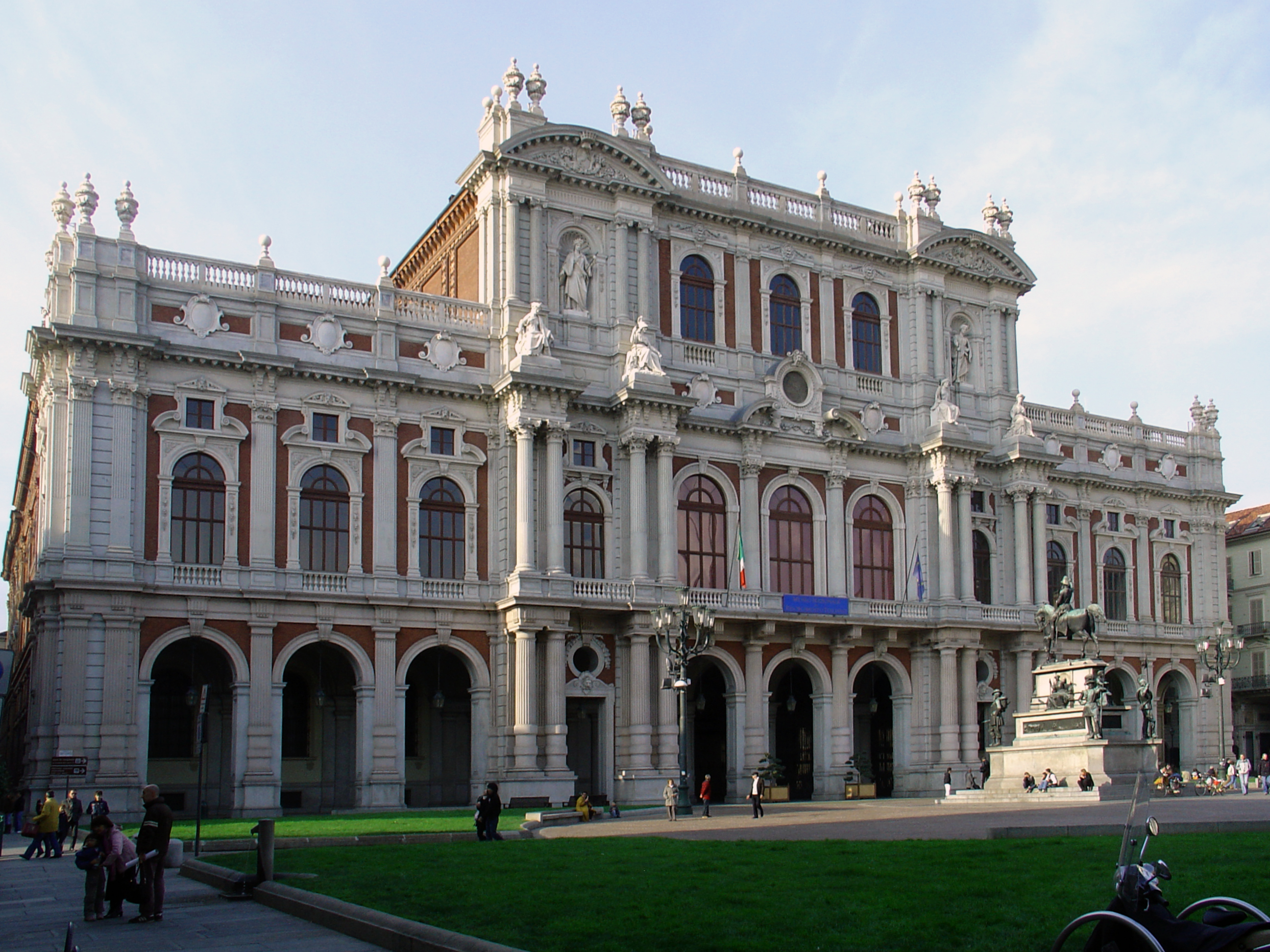
Palazzo Carignano
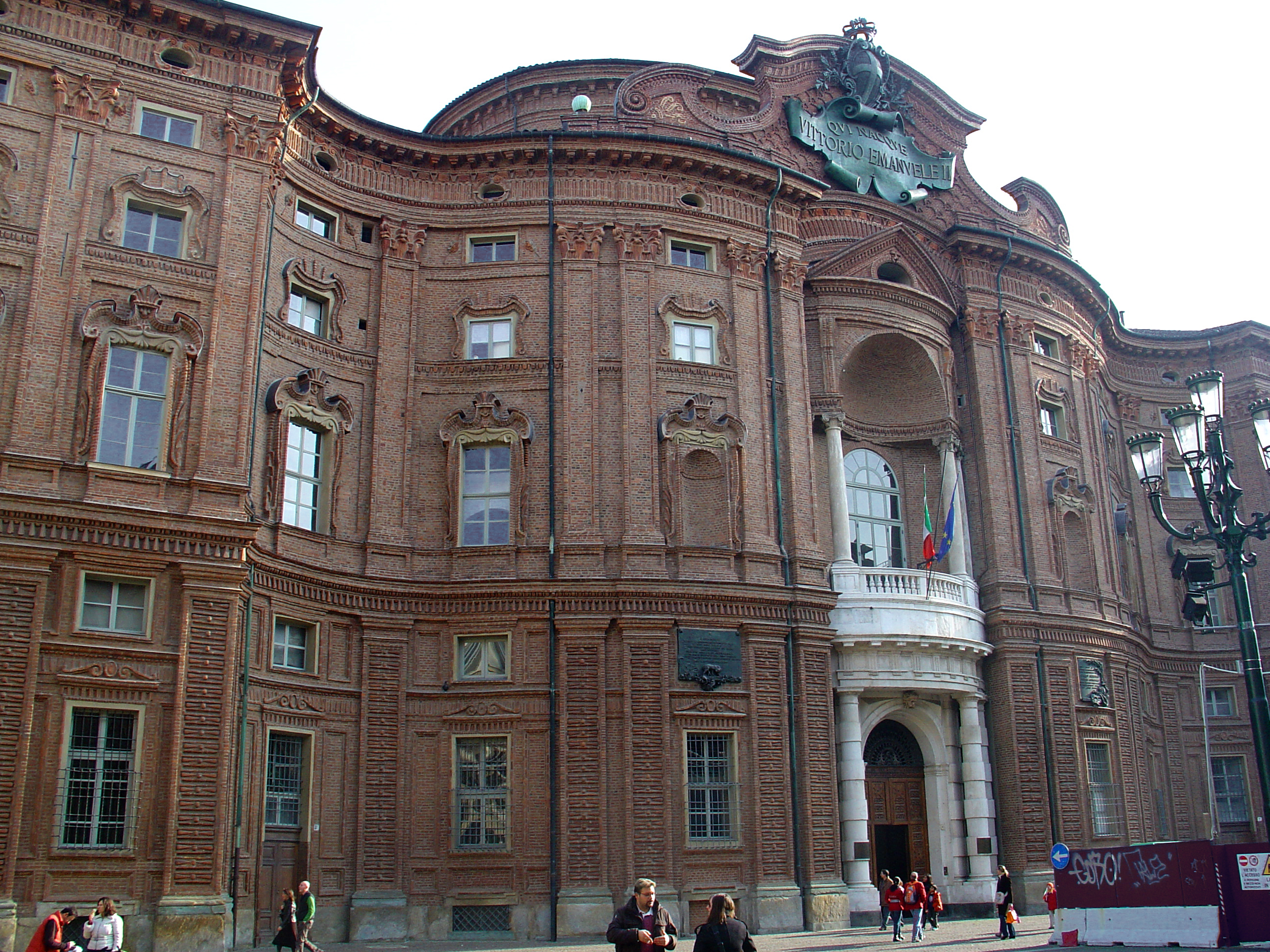
Palazzo Carignano, zadní průčelí
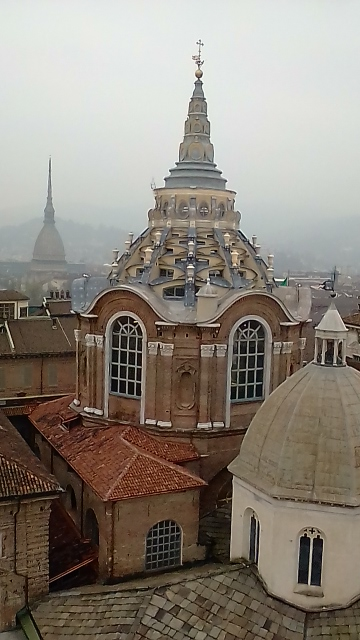
Kaple Svatého plátna, Turín
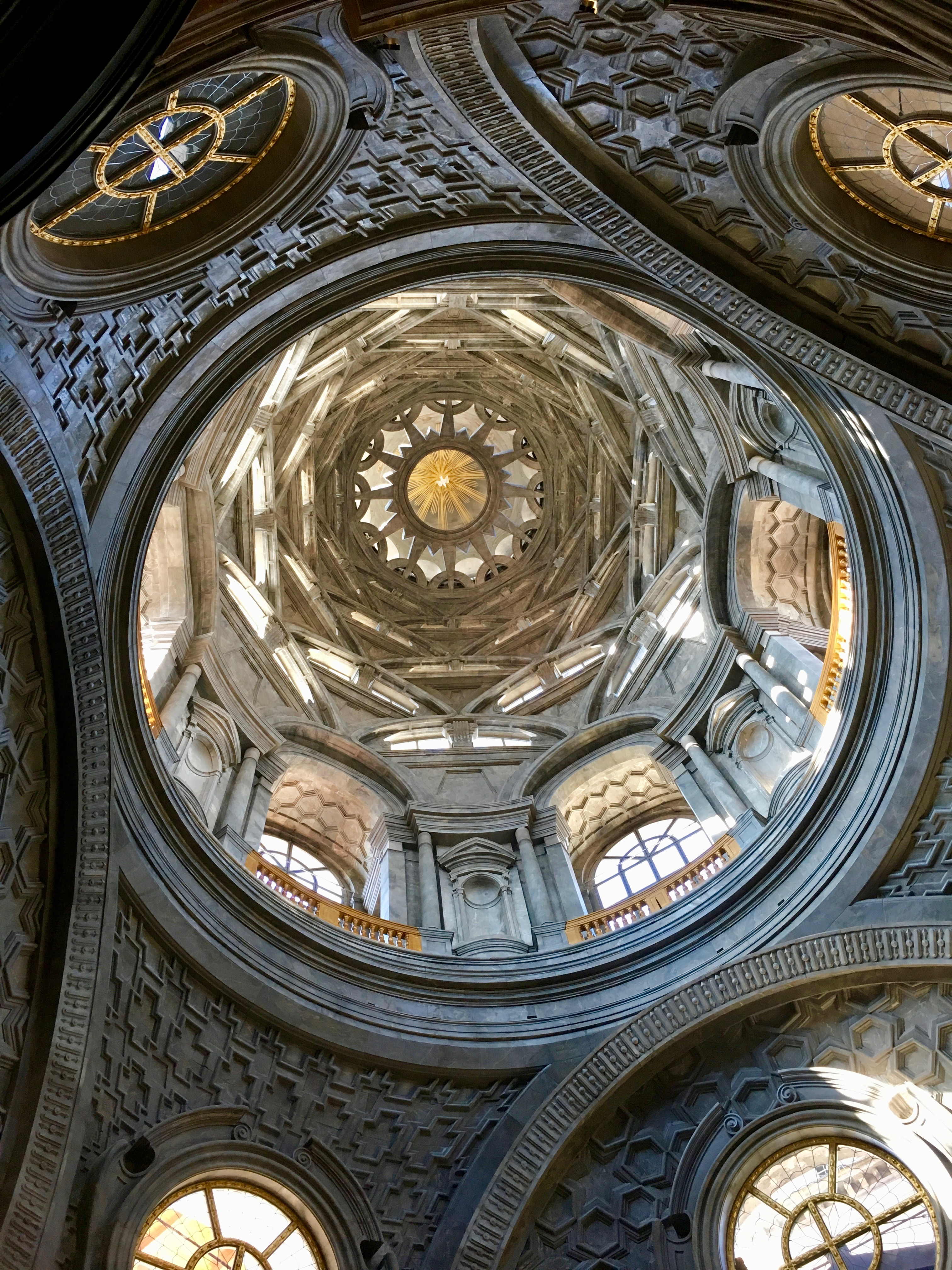
Kupole kaple Svatého plátna, Turín
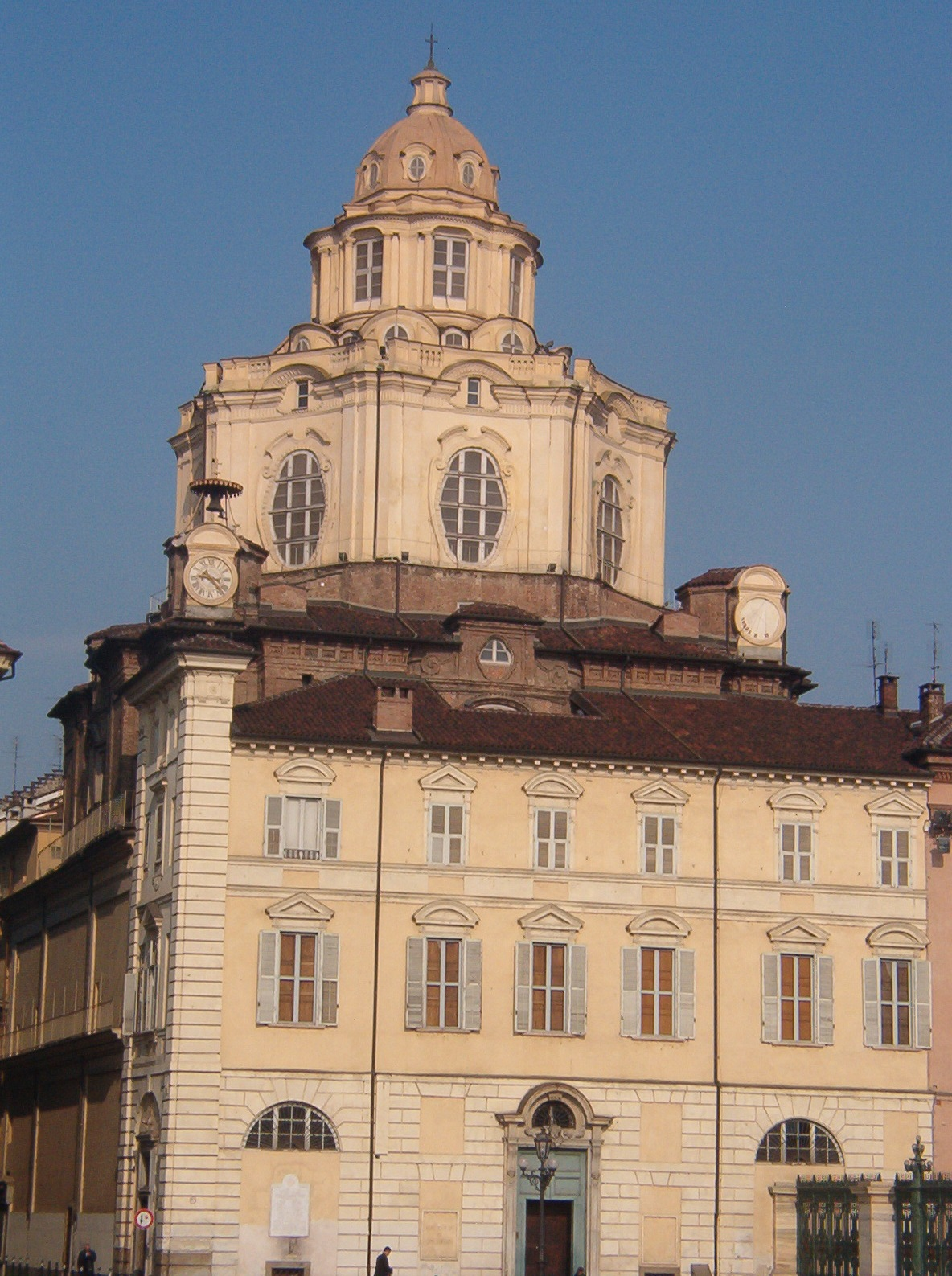
Kostel San Lorenzo, Turín
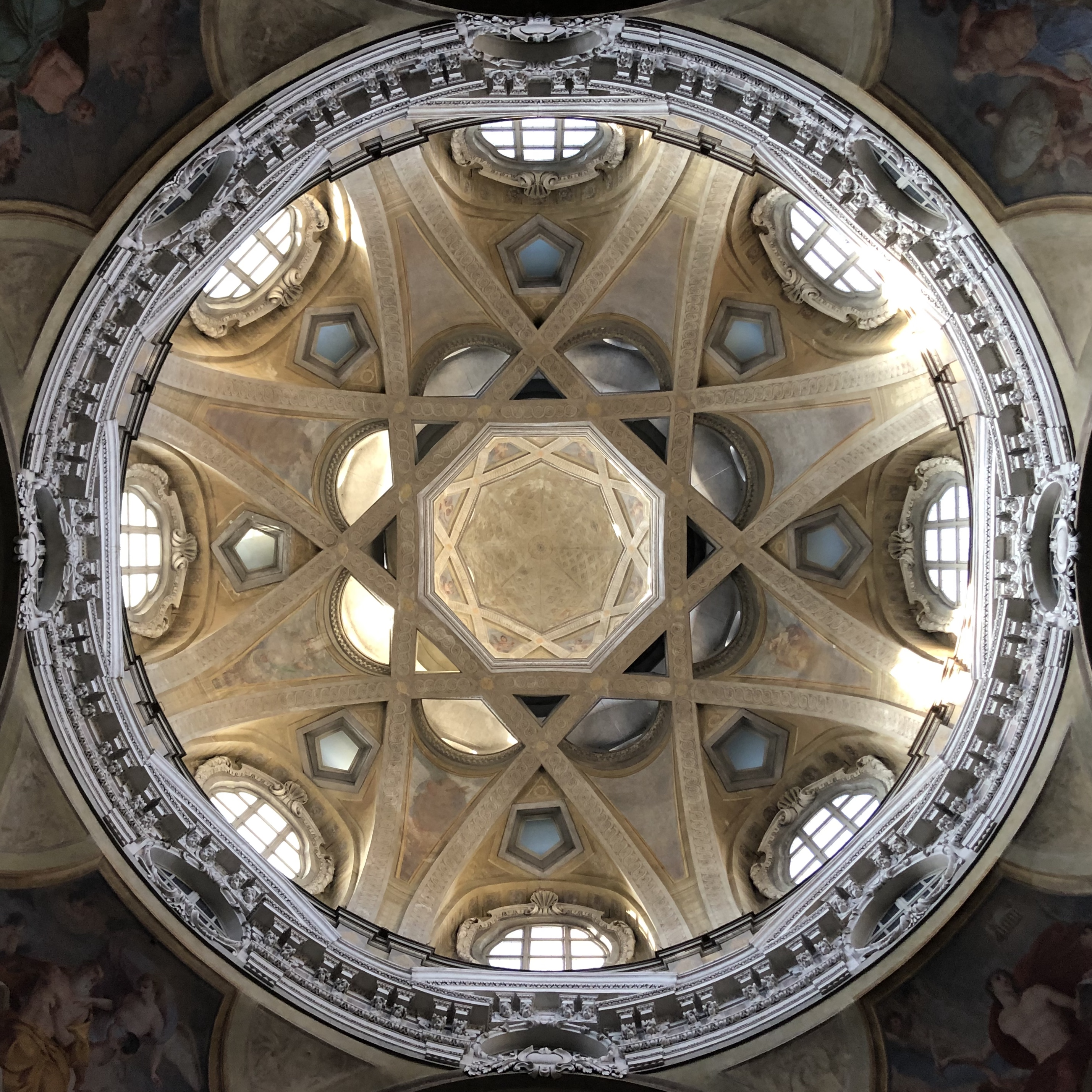
Kupole v San Lorenzo
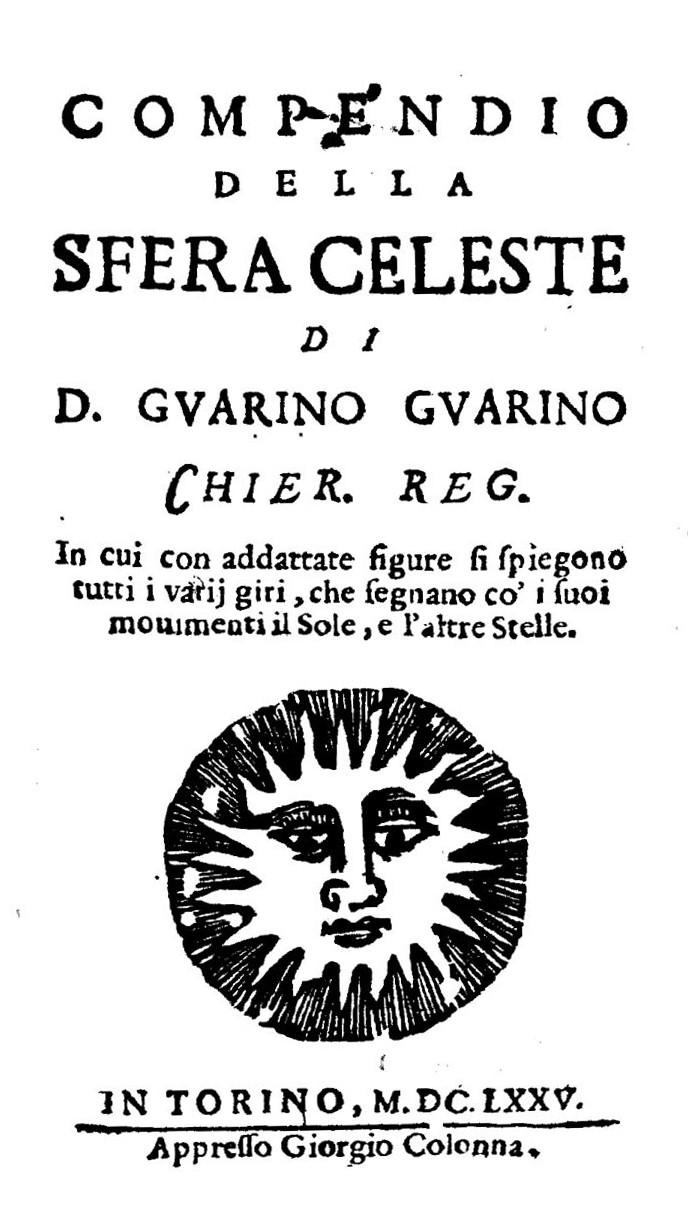
Spis Compendio della sfera celeste, 1675